# Низок (Рязанская область)
Низок — село Щетининского сельского поселения Михайловского района Рязанской области России.

## Население
| 2007 | 2010 |
| ---- | ---- |
| 94   | ↘88  |

## Этимология
Название образовано от народного географического термина низ «низкое место, низина» по топонимической модели на -ок.